# Eupithecia tricolorata
Eupithecia tricolorata là một loài bướm đêm trong họ Geometridae.